# Anton Coppola
Pour les articles homonymes, voir Coppola.
Antonio Francesco Coppola, né le 21 mars 1917 à Brooklyn et mort le 9 mars 2020 à Manhattan, est un compositeur et chef d'orchestre américain.

## Biographie
Anton Coppola est le frère du compositeur Carmine Coppola, l'oncle du réalisateur Francis Ford Coppola et de l'actrice Talia Shire, ainsi que le grand-oncle de Nicolas Cage, Sofia Coppola, Gian-Carlo Coppola, Jason Schwartzman et Robert Schwartzman.
Anton Coppola entre à l'âge de huit ans dans le chœur d'enfants du Metropolitan Opera Children. Il y participe notamment à la création de Turandot au Met. Durant la Seconde Guerre mondiale, il sert comme musicien dans l'armée. Il obtient une licence en 1964 et un master l'année suivante en composition à la Manhattan School of Music. Il recevra ultérieurement deux doctorats honorifiques, de l'Université de Tampa et de l'Université de Quinnipiac (Connecticut).
Dans les décennies 1950 et 1960, Anton Coppola est le directeur musical de six comédies musicales de Broadway, dont Silk Stockings, Bravo Giovanni et The Boy Friend. Il fait ses débuts avec le New York City Opera en 1965, dirigeant la création de Lizzie Borden de Jack Beeson (en) et dirige des versions de Carmen (avec Beverly Wolff, Richard Cassilly et Norman Treigle), La traviata, Il barbiere di Siviglia et Madama Butterfly durant la même année. À l'Opéra de Seattle en 1970, Coppola dirige la création de l'opéra Of Mice and Men de Carlisle Floyd.
Il dirige deux musiques de films, Le Parrain 3 en 1990 et Dracula en 1992. Il apparaît dans le premier, dirigeant Cavalleria rusticana au Théâtre Massimo de Palerme.
Anton Coppola a aidé à fonder l'Opéra de Tampa en 1996 et en a été le directeur artistique. C'est avec cette compagnie d'opéra qu'il crée son opéra Sacco and Vanzetti le 17 mars 2001. Il prend sa retraite en 2012.

### Famille
Anton Coppola se marie une première fois en 1943 avec Marion Jane Miller (1919-2008), une danseuse de ballet, avec qui il a une fille, Susan Marion Coppola (1943–2008). Après leur divorce, il se remarie en 1950 avec Almerinda Drago, également danseuse de ballet, avec qui il a deux enfants, Lucia et Bruno Coppola.
Il devient arrière-arrière-grand-oncle en 2014 avec la naissance de Lucian Augustus Coppola, le petit-fils de son petit-neveu Nicolas Cage. Il devient centenaire en mars 2017.

## Compositions
Parmi ses compositions on trouve un concerto pour violon, une symphonie et un opéra en anglais et en italien, Sacco and Vanzetti.

## Récompenses et distinctions
Anton Coppola a reçu le Lifetime Achievement Award de la Fondation Puccini et est reconnu par le gouvernement italien comme Cavaliere, Gran Ufficiale.
En 2008, l'Opéra de Tampa annonce qu'un prix portant son nom est établi. L'Anton Coppola Excellence in the Arts Award est remis chaque année pour reconnaître un artiste ayant contribué au développement de la musique. Coppola lui-même est le récipiendaire du prix en 2012, l'année de sa retraite.

## Filmographie
- Le Parrain 3 (1990) : chef d'orchestre de Cavalleria Rusticana (non crédité)[3].
- Mozart in the Jungle (2015) : Anton Gallo.